# Chalart58
Gerard Casajús Guaita (Barcelona, 1978), més conegut amb el nom artístic de Chalart58, és un percussionista, productor de música reggae, exbateria de La Kinky Beat i artífex del segell discogràfic La Panchita Records, segell per excel·lència del reggae i el dub català que, lluny de l'elitisme i les dinàmiques de la indústria mainstream, té per objectiu acostar el gènere a un públic ampli. La discogràfica aposta per artistes com Adala, Sr. Wilson o Women Soldier i ha forjat una «escola del reggae fet aquí».
El nom de Chalart58 ha estat lligat a figures importants com Manu Chao i Fermin Muguruza. Les seves recerques musicals l'han portat al dub, publicant el seu primer disc d'aquest gènere, Geomètric Dub (2018).

## Discografia
- 2007: Recording (Kasba Music)
- 2016: Black Is Beltza ASM Sessions - Irun Lion Zion In Dub (Vol II) (amb Fermin Muguruza, Kasba Music)
- 2018: Geomètric Dub (La Panchita Records)
- 2019: Soundsystem (amb Adala i Matah, EP, La Panchita Records)[4]
- 2019: Women Soldier (amb Matah, Belén Natali, High Paw, Sis I-Leen i Sista Awa, La Panchita Records)